# Hyposoter plesius
Hyposoter plesius är en stekelart som först beskrevs av Henry Lorenz Viereck 1925.  Hyposoter plesius ingår i släktet Hyposoter och familjen brokparasitsteklar. Inga underarter finns listade i Catalogue of Life.